# Aleksej Zagornij
Aleksej Sergejevitj Zagornij (ryska: Алексей Сергеевич Загорный), född den 31 maj 1978 Jaroslavl, Ryska SFSR, Sovjetunionen, är en rysk friidrottare som tävlar i släggkastning.
Zagornij deltog vid Olympiska sommarspelen 2000 utan att ta sig vidare till finalen. Vid EM 2002 var han i final där han slutade på elfte plats. Vid både VM 2003 och 2007 deltog han men tog sig inte vidare till finalen. 
Hans främsta merit hittills kom vid VM 2009 i Berlin där han blev bronsmedaljör efter att ha kastat 78,09 meter.

## Personliga rekord
- Släggkastning - 83,43 meter